# شهرستان ورت (میزوری)
شهرستان ورت، میزوری (به انگلیسی: Worth County, Missouri) یک شهرستان در ایالات متحده آمریکا است که در میزوری واقع شده‌است.